# Epacris longiflora
Epacris longiflora là một loài thực vật có hoa trong họ Thạch nam. Loài này được Cav. mô tả khoa học đầu tiên năm 1797.

## Hình ảnh

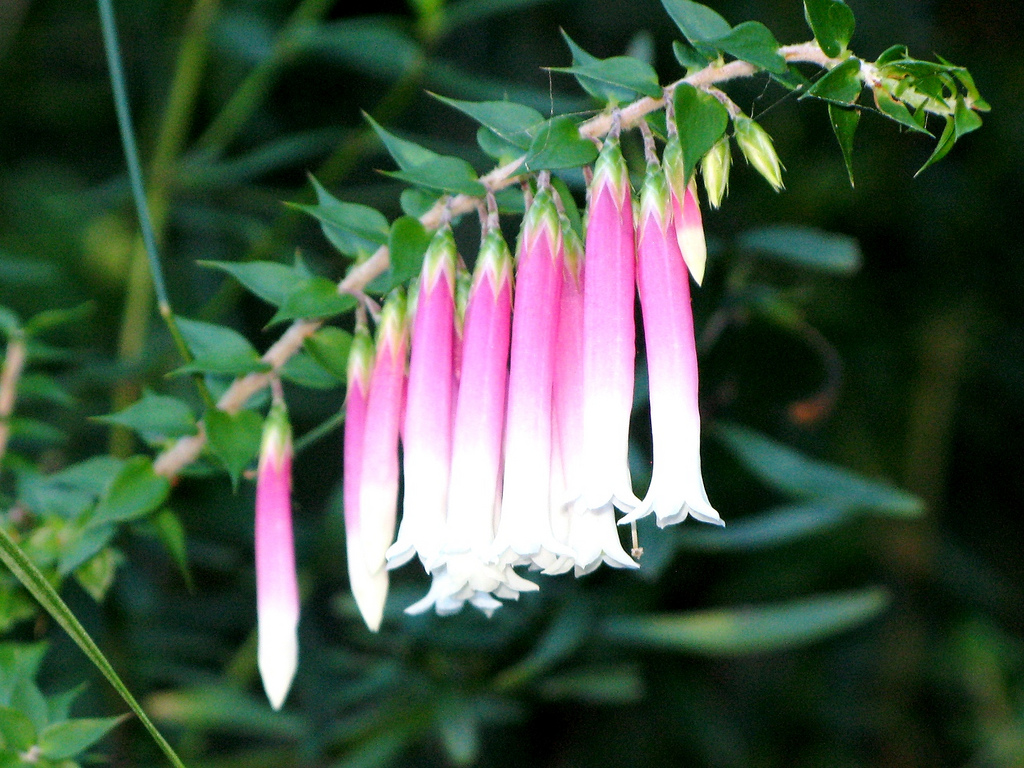
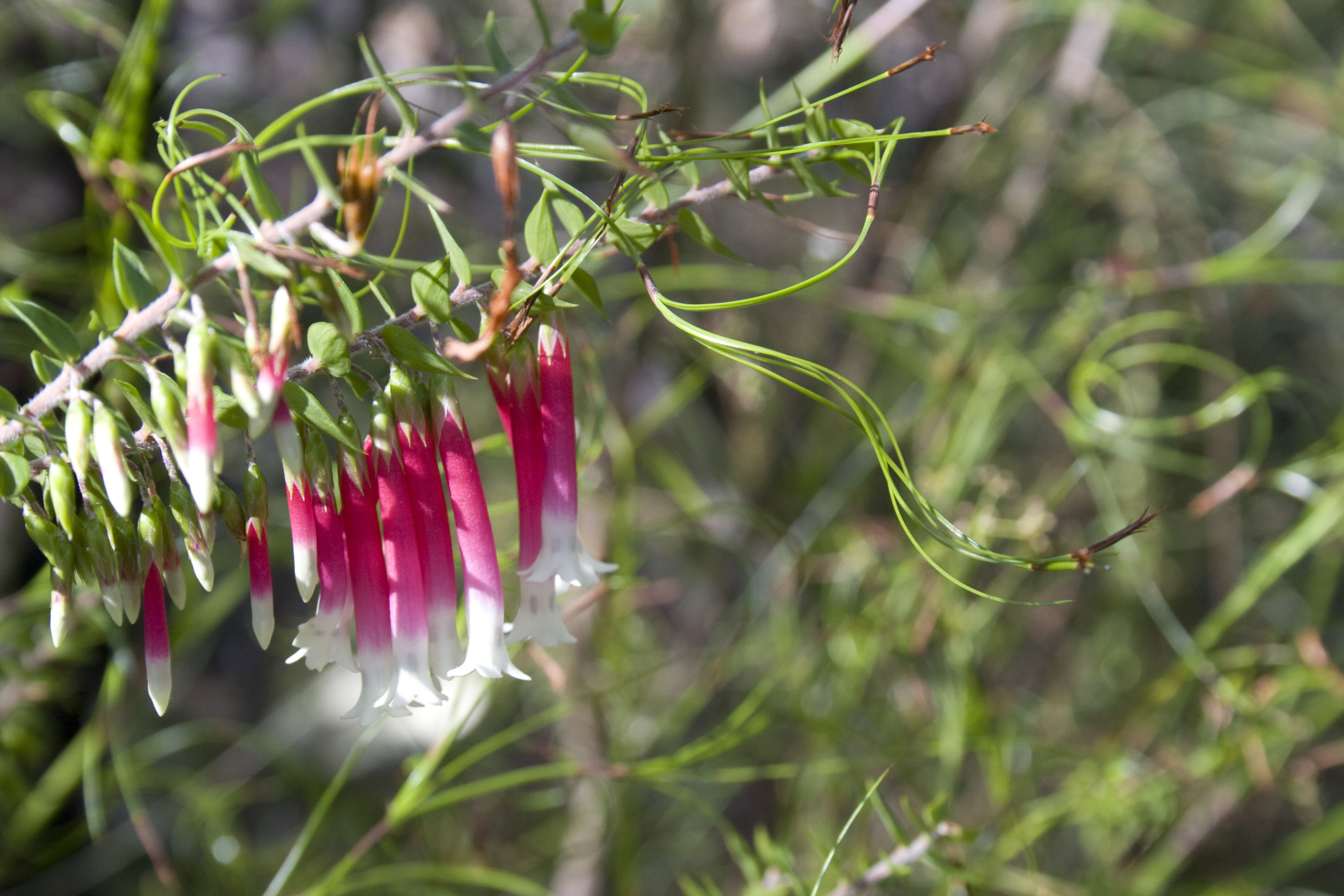
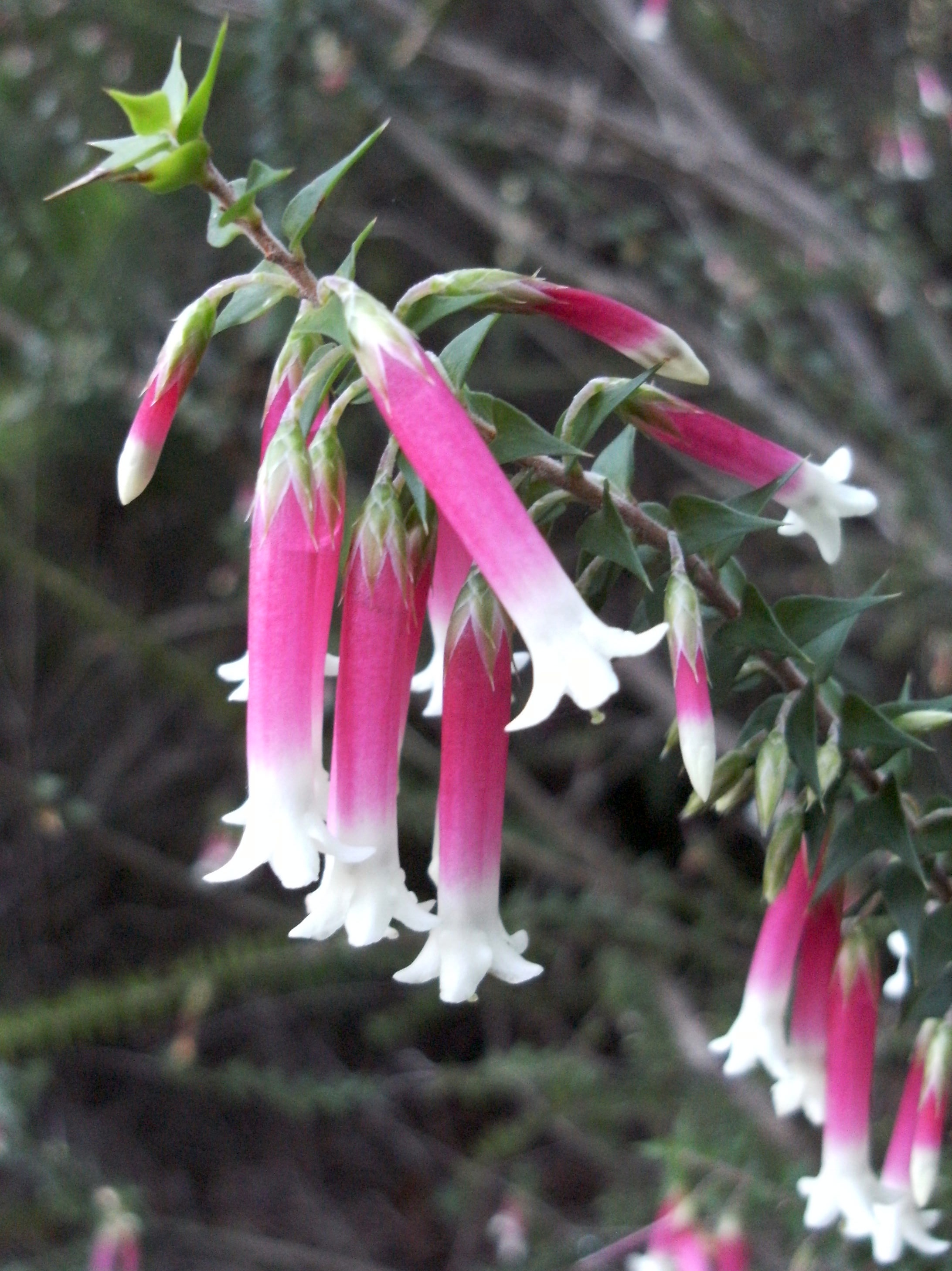
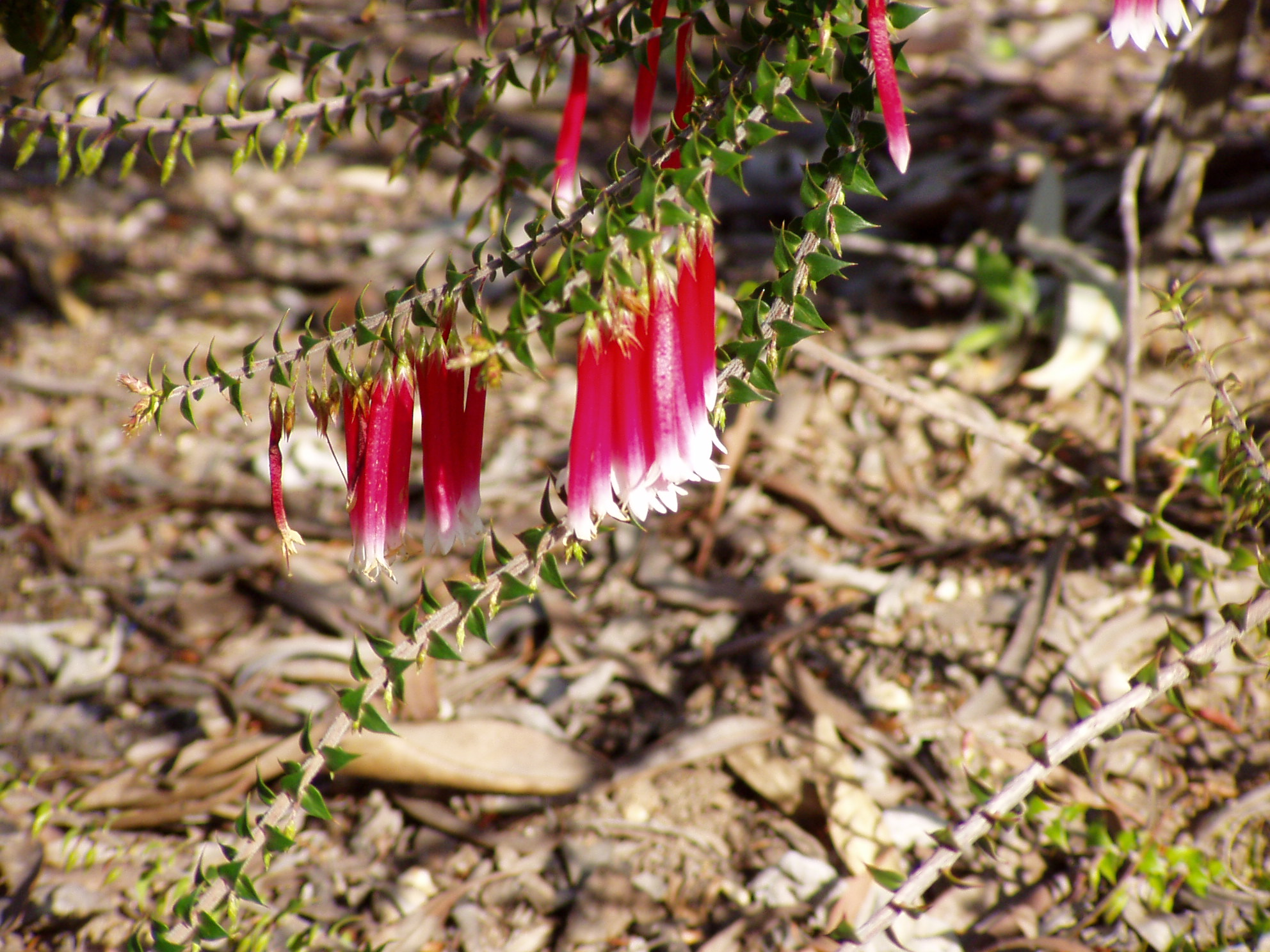